# Estéfanos Kaselakis
Estéfanos Kaselakis (nacido el 29 de marzo de 1988) es un empresario y político griego, que se desempeña como presidente de Syriza.

## Biografía

### Primeros años
Kaselakis nació en Marusi en 1988. Su familia es originaria de La Canea. Creció en Ekali y asistió al Colegio Atenas. A los 14 años ganó la medalla de plata en el concurso de matemáticas de Arquímedes de la Asociación Griega de Matemáticas. Se graduó con una licenciatura en Economía de la Universidad de Pensilvania. Mientras era estudiante, se ofreció como voluntario para la campaña de Joe Biden durante las primarias presidenciales del Partido Demócrata de 2008. Estuvo inscrito en las listas electorales de Nueva York como republicano desde 2013 hasta 2019.
En 2009 trabajó en el «departamento de gestión de riesgos administrativos» de Goldman Sachs. También trabajó en el grupo de expertos del Centro de Estudios Estratégicos e Internacionales en Washington y luego fundó la compañía naviera Swift Bulk.

### Carrera política
El 29 de agosto de 2023 declaró su candidatura a la presidencia de Syriza. En la primera vuelta de las elecciones internas, el 17 de septiembre, quedó primero, entre cinco candidatos, con un resultado del 45% de los votos.
El 24 de septiembre de 2023 fue elegido presidente de Syriza, ganando la segunda vuelta con el 57% de los votos sobre su oponente Efi Ajtsioglu, que recibió el 43% de los votos.

## Vida privada
Kaselakis es abiertamente gay y tiene una unión civil con el estadounidense Tyler McBeth desde 2019. Juntos han hablado en el canal de televisión griego Alpha sobre su relación y los desafíos que enfrentan las personas LGBT en Grecia.